# Doble Captura de Peón Lateral
| ☖ 角 歩歩歩 \| \| 9 \| 8 \| 7 \| 6 \| 5 \| 4 \| 3 \| 2 \| 1 \| \| \| a \| \| \| \| \| \| \| \| \| \| 一 \| \| b \| \| \| \| \| \| \| \| \| \| 二 \| \| c \| \| \| \| \| \| \| \| \| \| 三 \| \| d \| \| \| \| \| \| \| \| \| \| 四 \| \| e \| \| \| \| \| \| \| \| \| \| 五 \| \| f \| \| \| \| \| \| \| \| \| \| 六 \| \| g \| \| \| \| \| \| \| \| \| \| 七 \| \| h \| \| \| \| \| \| \| \| \| \| 八 \| \| i \| \| \| \| \| \| \| \| \| \| 九 \| |    |    |    |    |    |    |    |    |    |    |
| ☗ 角 歩歩歩 |    |    |    |    |    |    |    |    |    |    |
| | 9  | 8  | 7  | 6  | 5  | 4  | 3  | 2  | 1  |    |
| a | 91 | 81 | 71 | 61 | 51 | 41 | 31 | 21 | 11 | 一 |
| b | 92 | 82 | 72 | 62 | 52 | 42 | 32 | 22 | 12 | 二 |
| c | 93 | 83 | 73 | 63 | 53 | 43 | 33 | 23 | 13 | 三 |
| d | 94 | 84 | 74 | 64 | 54 | 44 | 34 | 24 | 14 | 四 |
| e | 95 | 85 | 75 | 65 | 55 | 45 | 35 | 25 | 15 | 五 |
| f | 96 | 86 | 76 | 66 | 56 | 46 | 36 | 26 | 16 | 六 |
| g | 97 | 87 | 77 | 67 | 57 | 47 | 37 | 27 | 17 | 七 |
| h | 98 | 88 | 78 | 68 | 58 | 48 | 38 | 28 | 18 | 八 |
| i | 99 | 89 | 79 | 69 | 59 | 49 | 39 | 29 | 19 | 九 |

En shogi, Doble captura de peón lateral (en japonés: 相横歩取り, romanizado: ai-yokofudori) es una apertura de captura de peón lateral (un tipo de apertura de doble torre estática) en la que ambos jugadores capturan el peón lateral del rival (en lugar de que solo las negras capturen el peón lateral de las blancas) y las blancas han intercambiado alfiles.
En la estrategia de captura de peón lateral normal, las blancas deben luchar en la apertura de la partida con un peón menos. En la apertura de doble captura de  peón lateral, la estrategia consiste en que las blancas capturen a su vez el peón lateral de las negras, evitando de esta manera tal desventaja. Al usarla, las blancas a menudo pierden un tempo, debido a que para capturar el peón lateral debe hacerse un intercambio alfiles, pero en tanto las piezas de las negras están más adelantadas su posición está más llena de espacios, lo cual equilibra la partida. En muchos casos se producen batallas feroces en esta apertura, tales como el intercambio total de alfiles y torres.

## Detalles y tendencias recientes
A partir de la secuencia típica de captura de peón lateral normal (1. P-7f, P-3d; 2. P-2f, P-8d; 3. P-2e, P-8e; 4. O-7h, O-3b; 5. P-2d, Px2d; 6. Tx2d, P-8f; 7. Px8f, Tx8f; 8. Tx3d), la secuencia básica de doble captura de peón lateral continúa con 8. ...Ax8h+; 9. Plx8h, Tx7f, para que las blancas puedan capturar a su vez el peón lateral (ver Diagrama adjunto).

A este punto, las negras deben defenderse de que la torre blanca capture su oro en 7h. Hay tres opciones: 10. P*7g, 10. C-7g o 10. Pl-7g, siendo esta última la amplia favorita entre jugadores profesionales. Tras 10. Pl-7f, una opción es 10. ...T-7d, tras lo cual las negras tienen dos opciones: Intercambiar torres con 11. Tx7d, o rechazar el intercambio de torres retrociendo a 11. T-3f. En este último caso, la partida se convierte en una partida lenta.